# 愛国行進曲

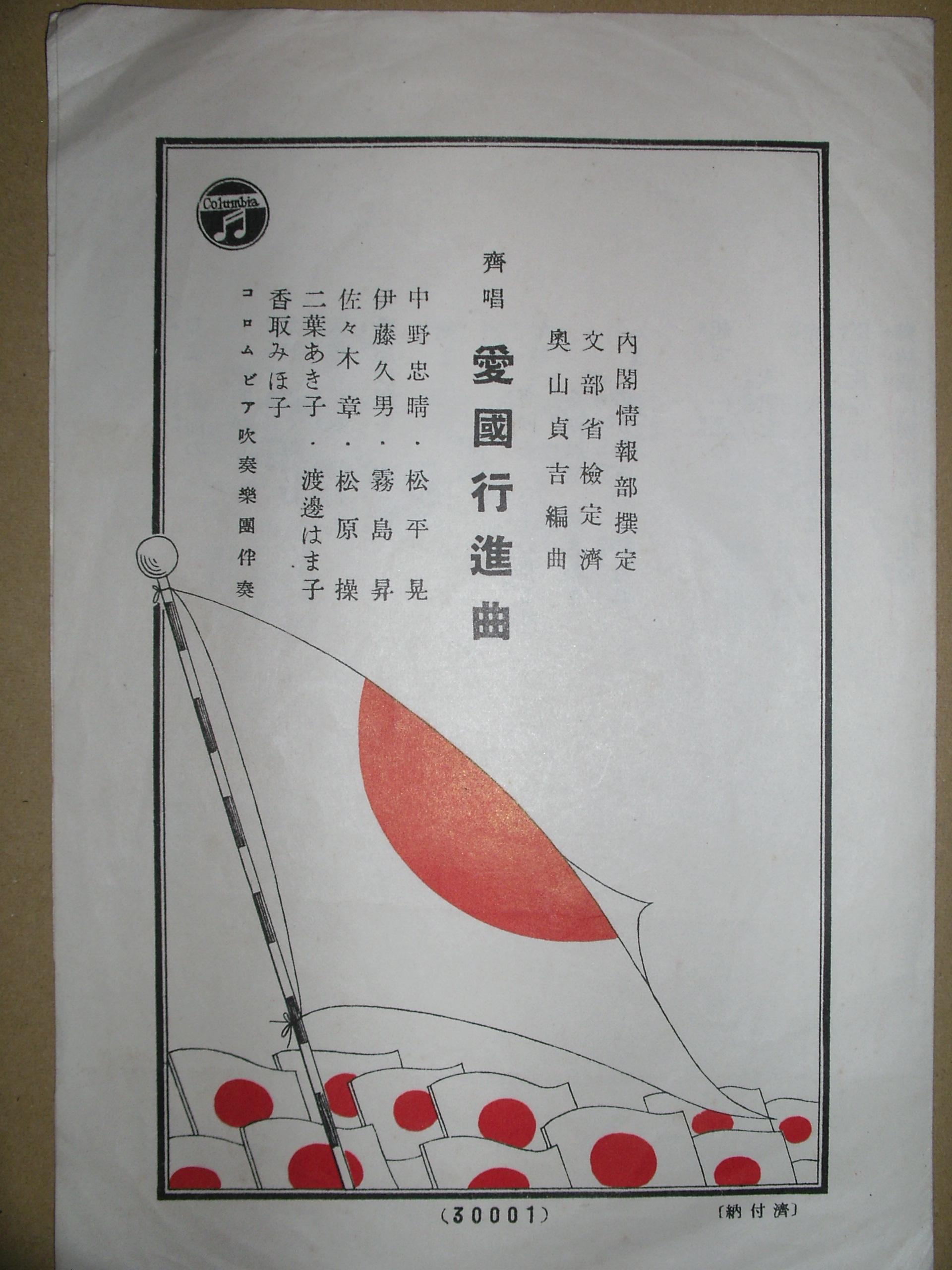
愛国行進曲（コロムビアレコード歌詞カード）

愛国行進曲（あいこくこうしんきょく、旧字体：愛󠄁國行進󠄁曲）は、主に戦前に広く歌われた日本の国民的愛唱歌である。終戦まで、事実上の第二国歌として扱われた。作詞は森川幸雄、作曲は瀬戸口藤吉。

## 作曲
1937年（昭和12年）8月に第1次近衛内閣（近衛文麿首相）が閣議決定した国民精神総動員の方針のもと、「国民が永遠に愛唱すべき国民歌」として同年に組織された内閣情報部（のちの情報局）によって歌詞が公募され「美しき明るく勇ましき行進曲風のもの」「内容は日本の真の姿を讃え帝国永遠の生命と理想とを象徴し国民精神作興に資するに足るもの」などの規定が設けられた。国民歌謡で放送。
応募は57,578点にのぼり、その中から鳥取県西伯郡境町（現：境港市）在住の印刷業経営者であった森川幸雄の歌詞が選ばれた。任命された審査員は、乗杉嘉寿、片岡直道、穂積重遠、佐佐木信綱、河井酔茗、北原白秋および島崎藤村の7名であった。ただし、審査員によって補作が行われ、ほとんど原詞はリメイクされている。審査員の北原白秋と佐佐木信綱は補作のやり方を巡って対立し、生涯にわたり和解しなかった。また、その歌詞に対する曲の応募も10,000点を超え（一書に9,555点）、こちらは「軍艦行進曲」の作曲でも有名な元海軍軍楽隊長の瀬戸口藤吉の曲が選ばれた。任命された審査員は、岡田国一、内藤清五、橋本国彦、信時潔、山田耕筰、小松耕輔、堀内敬三および近衛秀麿の8名であった。
同年12月24日、首相官邸で内閣情報部内発表会として初めて公の場で演奏され、2日後の26日に日比谷公会堂で一般聴衆に発表された。
なお、2位に当選したのは「若しも月給が上がったら」の平岡照章の曲で、3位は一般人の山中しづえであった。
またその後、内閣情報部により「愛国行進曲」をトリオに入れた行進曲の作曲が企画され、海軍からは斉藤丑松、陸軍からは須摩洋朔により、それぞれ行進曲「愛国」が発表されている。（後述）内閣情報部はこの曲の著作権をフリーとしたためレコード各社が競って録音し、1937年12月に一斉に発表された。日本コロムビアだけでも5種類の録音があったとされ、その他、ビクターやキング、ポリドール、テイチク、タイヘイレコードと有名各社でもレコードが制作された。下記に記入した有名歌手の吹き込み以外にも、歌い方指導や軍楽隊、合唱団のみの吹き込みも存在し、その数は20種類以上にも及び、累計売り上げは100万枚に上ると推定される。
当時の評価は賛否両論あり、近衛秀麿が「ああいう選者の顔ぶれでああいう募集方法で絶対といっていい位、詩と曲とが本当に融合した国民が永遠に歌い得る『国民行進曲』などは出来るはずはない」と述べたほど、一般募集の方法に批判的な意見が相次いだ。特に詩は時代に合わない表面的なものだけと厳しい意見が多かったが、瀬戸口の曲には「あれに追随するものはない」（橋本國彦）というような高い評価が与えられた。
愛国行進曲が発表された後の1937年12月、内閣情報部により愛国行進曲をトリオに入れた行進曲、「行進曲『愛国』」の作曲が企画された。陸軍戸山学校軍楽隊と海軍軍楽隊から一人づつ選出された二人による合作版・陸軍側の行進曲「愛国」・海軍側の行進曲「愛国」の3つが作曲されることになる。
陸軍からは須摩洋朔が、海軍からは斉藤丑松が選出され合作が完成したが、海軍軍楽隊長の内藤清五は斉藤に対し、斉藤独自の曲も合作として並行して作曲することを勧めており、斉藤もそれに応じて作曲を行った。発表の席にて先ず合作の行進曲「愛国」が披露され、その後斉藤の「愛国」が披露されたが、斉藤の「愛国」のほうが出来栄えが良かったため、行進曲「愛国」としては斉藤のものが選ばれることになった。なお、合作版の「愛国」は音源が見つかっておらず、後日、須摩洋朔は改めて別バージョンの行進曲「愛国」を作曲し陸軍が録音を行っている。
1937年（昭和12年）に支那事変（日中戦争）が勃発したが、当時の軍人送迎などには、『赤い夕日』『陸軍の歌』などもっぱら日清・日露戦争の軍歌が歌われていた。新たに作曲された軍歌もあったが、古関裕而の『露営の歌』など少数を除けは、国民の心を捉える曲は少ないと見なされたのである。
大東亜戦争で東南アジア・太平洋諸島各地を占領した日本軍はこの歌を広めた。そのため、戦後40年ほどまでは日本を代表する曲だと思っていた外国人が多かった。作家の阿川弘之は1966年（昭和41年）山本五十六の搭乗機の残骸を探しにブーゲンビル島に行った際、ガイドの住民が「ミヨトウカイノ」と歌っていたことを『私のソロモン紀行』に記述している。パラオでは『パラオの夜明け』という替え歌になっている。また、インドネシア独立記念行事では独立戦争の関係者達によって歌われ、1994年（平成6年）に日本の報道機関によって取材されている。フィリピン第10代大統領フェルディナンド・マルコスの妻イメルダ・マルコスは訪日した際に香淳皇后とこの歌を一緒に歌い、日本テレビ系スペシャルバラエティ番組『あの人は今!?』に出演した際にもリポーターの前で「見よ東海の...」と歌い出した。
また、歌詞を「見よ東條の禿頭」または「見よ東京の関東焚（カントダキ）＝関東煮、おでん」などに変えたパロディも密かに流行したという。
戦時中の愛唱歌で、山田耕筰作曲の『なんだ空襲』や、『進め一億火の玉だ』、『この決意』の間奏部には、本曲の一部が流用されている。
1938年（昭和13年）2月16日に内閣情報部が創刊した『写真週報』の創刊号表紙には、『愛国行進曲』の楽譜を持って合唱する子ども達が写されている。
映画「釣りバカ日誌」（松竹）の中に登場する鈴木建設の社歌は、この曲の前半部分のメロディをモチーフにしている。(16から新社歌へ変更)

## 歌詞と楽譜
| 1. 見よ 東海󠄀の 空󠄁明󠄁けて 旭日 高く輝けば 天地の正氣 潑溂と 希望󠄁は躍󠄁る 大八洲 おゝ 淸朗󠄃の 朝󠄁雲に 聳ゆる 富士の姿󠄁こそ 金甌無缺 搖ぎなき 我が日本の 誇なれ         |
| 2. 起󠄁て 一系の 大君を 光と 永久に戴きて 臣民我等 皆共に 御稜威に副はん 大使󠄁命 往け 八紘を 宇となし 四海󠄀の人を 導󠄁きて 正しき平󠄁和 うち建󠄁てん 理想は 花󠄁と咲󠄁き薰る |
| 3. いま 幾度か 我が上に 試練󠄀の嵐 哮るとも 斷乎と守れ その正義 進󠄁まん道󠄁は 一つのみ あゝ 悠遠󠄁の 神󠄀代より 轟く步調󠄁 うけつぎて 大行進󠄁の 往く彼方 皇國つねに 榮あれ |

## 吹き込み歌手
- コロムビアレコード：中野忠晴、松平晃、伊藤久男、霧島昇、佐々木章、松原操、二葉あき子、渡辺はま子、香取みほ子/東京音楽学校/ベルトラメリ能子、松原操/コロムビア児童合唱団
- ビクターレコード：徳山璉、灰田勝彦、四家文子、中村淑子/徳山璉、浅野常七、四家文子、中村淑子/平山美代子、日本ビクター児童合唱団/中村淑子、滝田菊江、四家文子/四家文子、宮城道雄（琴）/能勢妙子、邦楽研究会
- キングレコード：永田絃次郎、長門美保/三門順子/河村順子/玉川学園男声合唱団
- テイチクレコード：藤山一郎/菊池武/古賀久子（菅原都々子）
- ポリドールレコード：奥田良三、東海林太郎、上原敏、関種子、結城道子、桜井健二、島津英夫、日置静、石井肇（石井亀次郎）、青葉笙子、秋野敏子/浅草〆香、日本橋きみ栄/東海林太郎/奥田良三（歌い方指導）/ポリドール女声合唱団
- タイヘイレコード：内本実
- トーチクレコード：大川晴夫/東蓄混声合唱団
- コッカレコード：日本陸軍軍楽隊（なお、収録されている曲は、この愛国行進曲を須摩洋朔が行進曲に編曲した　行進曲「愛国」。）
- オトモダチレコード（コッカレコードの子供向けレーベル）：オトモダチ唱歌隊